# Arctocephalus forsteri
Arctocephalus forsteri là một loài hải cẩu lông sống chủ yếu ở vùng duyên hải Tây và Nam Úc, New Zealand, và các đảo lân cận. Trong tiếng Māori, chúng mang tên kekeno.
Đây là loài bản địa đảo Macquarie, Nam Úc, Tây Úc, đảo Bắc và đảo Nam của New Zealand. Dù quần thể ở Úc và New Zealand cho thấy những sự khác biệt duy truyền nhất định, hình thái của chúng rất giống nhau, và do đó được giữ thành một loài.

## Mô tả
Dù có ghi nhận con đực nặng tới 160 kg; cân nặng trung bình của chúng là 126 kg. Hải cẩu đực có thể dài đến 2 mét. Con cái nặng chừng 30–50 kg, đạt chiều dài đến 1,5 mét. Con non mới sinh nặng 3,3–3,9 kg, dài 40–55 cm. Khi 290 ngày tuổi, con đực đạt chừng 14,1 kg, còn con cái đạt khoảng 12.6 kg. Chúng có tai ngoài, và chân sau hướng lên trước. Chúng có mũi nhọn, ria dài nhạt màu. Chúng có hai lớp lông. Lớp lông loài màu nâu-xám ở mặt lưng, lợt màu hơn ở mặt bụng. Nhiều con có lông dài chỏm bạc.
Nhóm "Upland Seals" từng sống trên nhóm đảo Antipodes và đảo Macquarie có thể là một phân loài riêng biệt, với bộ lông dày hơn, dù không rõ liệu chúng có khác biệt đáng kể về di truyền không.